# Supercopa de la AFC
La Supercopa Asiática era una competición anual de fútbol entre los ganadores de la Copa Asiática de Campeones y de la Recopa Asiática. La competición comenzó en 1995, pero acabó en el 2002 después de que los dos torneos más importantes de la AFC fueran combinados en la Liga de Campeones de la AFC.

## Palmarés
| Temporada | Campeón                     | Resultado       | Subcampeón         |
| --------- | --------------------------- | --------------- | ------------------ |
| 1995      | Yokohama Flügels            | 1-1 y 3-2       | Thai Farmers Bank  |
| 1996      | Ilhwa Chunma (Hoy Seongnam) | 5-3 y 1-0       | Bellmare Hiratsuka |
| 1997      | Al-Hilal                    | 1-0 y 1-1       | Pohang Steelers    |
| 1998      | Al-Nassr (*)                | 1-1 y 0-0       | Pohang Steelers    |
| 1999      | Júbilo Iwata (*)            | 1-0 y 1-2       | Al-Ittihad Jedah   |
| 2000      | Al-Hilal                    | 1-1 y 1-2       | Shimizu S-Pulse    |
| 2001      | Suwon Samsung Bluewings     | 2-2 y 2-1       | Al-Shabab          |
| 2002      | Suwon Samsung Bluewings     | 1-0 y 0-1 (4-2) | Al-Hilal           |

- (*) Se consagró campeón por diferencia en goles de visitante.